# Godovo
Godovo (cyr. Годово) – wieś w Serbii, w okręgu raskim, w gminie Tutin. W 2011 roku liczyła 124 mieszkańców.